# Teodor T. Nalbant
Teodor T. Nalbant est un ichtyologiste roumain, né le 18 décembre 1933 et mort le 12 novembre 2011.
Né à Constanța, sur les rives de la mer Noire, Teodor Nalbant côtoie des pêcheurs du delta du Danube. À l'issue de ses études secondaires, il entreprend des études de biologie à Cluj ; pendant cette période, il sympathise avec Petre Mihai Bănărescu avec qui il collabore plus tard à de nombreuses reprises. Nalbant rejoint ensuite l'université de Bucarest. Au cours de sa carrière, il publie plus de 150 articles aux thèmes variés et liés plus ou moins fortement à son champ d'étude. Il officie au muséum d'histoire naturelle de Bucarest et prend part à de nombreuses expéditions scientifiques dans les océans Atlantique, Pacifique et Indien. Il est à l'origine de la description de 82 taxons.
Plusieurs taxons ont été nommés en l'honneur de Teodor Nalbant parmi lesquels le genre Nalbantichtys (Schultz, 1967), le sous-genre Nalbantius (Mauge et Bauchot, 1984), ainsi que les espèces  Schistura nalbanti (Mîrza et Bănărescu, 1979) et Cyclaspis nalbanti (Petrescu, 1998).